# Гудергандфіртель
Гудергандфіртель (нім. Guderhandviertel) — громада в Німеччині, розташована в землі Нижня Саксонія. Входить до складу району Штаде. Складова частина об'єднання громад Люге.
Площа — 8,93 км2. Населення становить 1057 ос. (станом на 31 грудня 2021).